# Ivan Buljan
Ivan Buljan (Runovići, 11. prosinca 1949.) je hrvatski nogometni trener i bivši nogometaš.

## Nogometna karijera
Karijeru je započeo u mjesnom klubu Mračaju iz Runovića, a kasnije nastavio u Hajduku od 1967.
Njegove sjajne igre su mu 1975. donijele nagradu Večernjeg lista za najboljeg nogometaša u Jugoslaviji. 
Kad je, po ondašnjim pravilima, stekao pravo odlaska u inozemstvo, odnosno, kad je navršio 28. godina, otišao je igrati za HSV-a 1977. i tamo ostao do 1981. U dresu istog je odigrao slavnu utakmicu protiv matičnog kluba u četvrtzavršnici Kupa europskih prvaka 1979/80. Iste godine je s HSV-om došao do završnice, kad su izgubili od Nottingham Foresta.
Poslije je odigrao još jednu sezonu u njujorškom Cosmosu. Kao igrač je ostvario uspješnu karijeru, čime je izborio mjesto u jugoslavenskoj izabranoj vrsti 36 puta. S istom je nastupio na SP-u 1974. u SR Njemačkoj i EP-u 1976. u Jugoslaviji.
Statistika u Hajduku
| Natjecanje        | Nastupi | Zgoditci |
| ----------------- | ------- | -------- |
| Prvenstvo         | 194     | 14       |
| Kup               | 24      | 3        |
| Superkup          | 0       | 0        |
| Međunarodne       | 21      | 2        |
| Splitski podsavez | 0       | 0        |
| Ukupno            | 239     | 19       |
| Prijateljske      | 163     | 39       |
| Sveukupno         | 402     | 58       |

## Trenerska karijera
Buljan je vršio dužnost sportskog direktora u Hajduku 2008. – 2009. godine.

## Nepoznate pojedinosti
Polovicom '70-ih je Ivan Buljan na jednom Hajdukovom treningu slomio nogu najnadarenijem igraču u generaciji Ivici Matkoviću. Nakon tog loma se Matković više nikad nije vratio kao igrač na nogometne terene. Buljan je nakon što je Matkoviću slomio nogu dao zavjet da se neće obrijati dok se Matković ne vrati. Buljan je zaista nekoliko godina igrao s velikom bradom, koju je naposljetku ipak obrijao.

Bio je kapetan jugoslavenske reprezentacije, ali, ne i Hajduka.